# Белогрудый филандер
Белогрудый филандер, или белогрудый валлаби (лат. Notamacropus parma, или Macropus parma), — вид двурезцовых сумчатых семейства кенгуровых.
Впервые был описан британским натуралистом Джоном Гульдом около 1840 года. Это осторожное скрытное животное, обитающее во влажных жестколистных лесах Нового Южного Уэльса. Этот вид никогда не встречался часто, в самом конце XIX века он даже был сочтён вымершим. В настоящее время его охранный статус оценивается как «близкий к состоянию угрозы».
В 1965 году, при попытках контролировать популяцию кенгуру Евгении (это широко распространённый и часто встречающийся в Австралии вид) на острове Кавау недалеко от Окленда, было обнаружено, что на острове живёт ещё и чудом уцелевшая популяция белогрудых филандеров, считавшихся тогда вымершими. Работа с кенгуру Евгении была приостановлена. Белогрудые филандеры острова были пойманы и отправлены в научные учреждения Австралии и мира. Предполагалось размножать этот вид в неволе для последующей реинтродукции на территории первоначального ареала.
В 1967 году обнаружилось, что белогрудые филандеры продолжают существовать и на Австралийском материке — в лесах недалеко от Госфорда (Новый Южный Уэльс). Дальнейшие исследования показали, что белогрудые филандеры продолжают встречаться в дикой природе. Хотя они и не могут считаться часто встречающимся видом, но населяют леса вдоль Большого Водораздельного Хребта от окрестностей Госфорда на север до границы с Квинслендом.
Интересен тот факт, что потомки белогрудых филандеров с острова Кавау не дорастают до размеров своих диких сородичей даже в условиях изобилия пищи. Очевидно, конкуренция за ограниченные пищевые ресурсы острова привела к отбору более мелких особей и созданию особой мелкой расы внутри вида.
Белогрудые филандеры — это самый мелкий вид рода Notamacropus (традиционно — Macropus). Взрослая особь весит от 3,2 до 5,8 кг — это меньше чем 1/10 от веса большого рыжего кенгуру, самого крупного из ныне живущих представителей этого рода. В длину белогрудый филандер дорастает до полуметра, длина его хвоста с редкой черноватой шерстью — тоже около полуметра. Мех на спине коричневый с красноватым или сероватым оттенком, ближе к голове окраска становится более серой, брюхо бледно-серое. Возможно, белогрудых филандеров видели и в те годы, когда этот вид считался вымершим, но принимали их за необычно стройных и длиннохвостых красношеего и красноногого филандеров.
Как и другие филандеры, белогрудый предпочитает жить во влажных жестколистных лесах с густым подлеском и небольшими участками густой травы. Однако белогрудые филандеры время от времени встречаются и в сухих эвкалиптовых лесах, а также и в дождевых лесах. Это преимущественно ночные животные, днём они обычно прячутся в густом кустарнике, где прокладывают тропинки для быстрого передвижения. Из своих укрытий эти животные выходят незадолго до наступления сумерек. Питаются травой, пасутся на лесных полянах. Белогрудые филандеры — в основном одиночные животные, но иногда на хорошем пастбище собираются двое или максимум трое особей.
Хотя белогрудый филандер остаётся редким видом, в настоящее время этот вид не испытывает серьёзных угроз. Если разрушение среды его обитания не продолжится, то за будущее этого вида можно пока не опасаться. Численность популяции постепенно возрастает.